# Matelea schaffneri
Matelea schaffneri là một loài thực vật có hoa trong họ La bố ma. Loài này được (A. Gray ex Hemsl.) Woodson mô tả khoa học đầu tiên năm 1941.